# Aire d'attraction de Trouville-sur-Mer
L'aire d'attraction de Trouville-sur-Mer est un zonage d'étude défini par l'Insee pour caractériser l’influence de la commune de Trouville-sur-Mer sur les communes environnantes.

## Définition
L'aire d'attraction d'une ville est composée d’un pôle, défini à partir de critères de population et d’emploi ainsi que d’une couronne constituée des communes dont au moins 15 % des actifs travaillent dans le pôle. Le pôle d’attraction constitue ainsi un point de convergence des déplacements domicile-travail,.

## Type et composition
L’aire d'attraction de Trouville-sur-Mer est une aire intra-départementale qui comporte 35 communes dans le Calvados. 
Elle est catégorisée dans les aires de moins de 50 000 habitants, une catégorie qui regroupe 12,2 % au niveau national.

### Carte

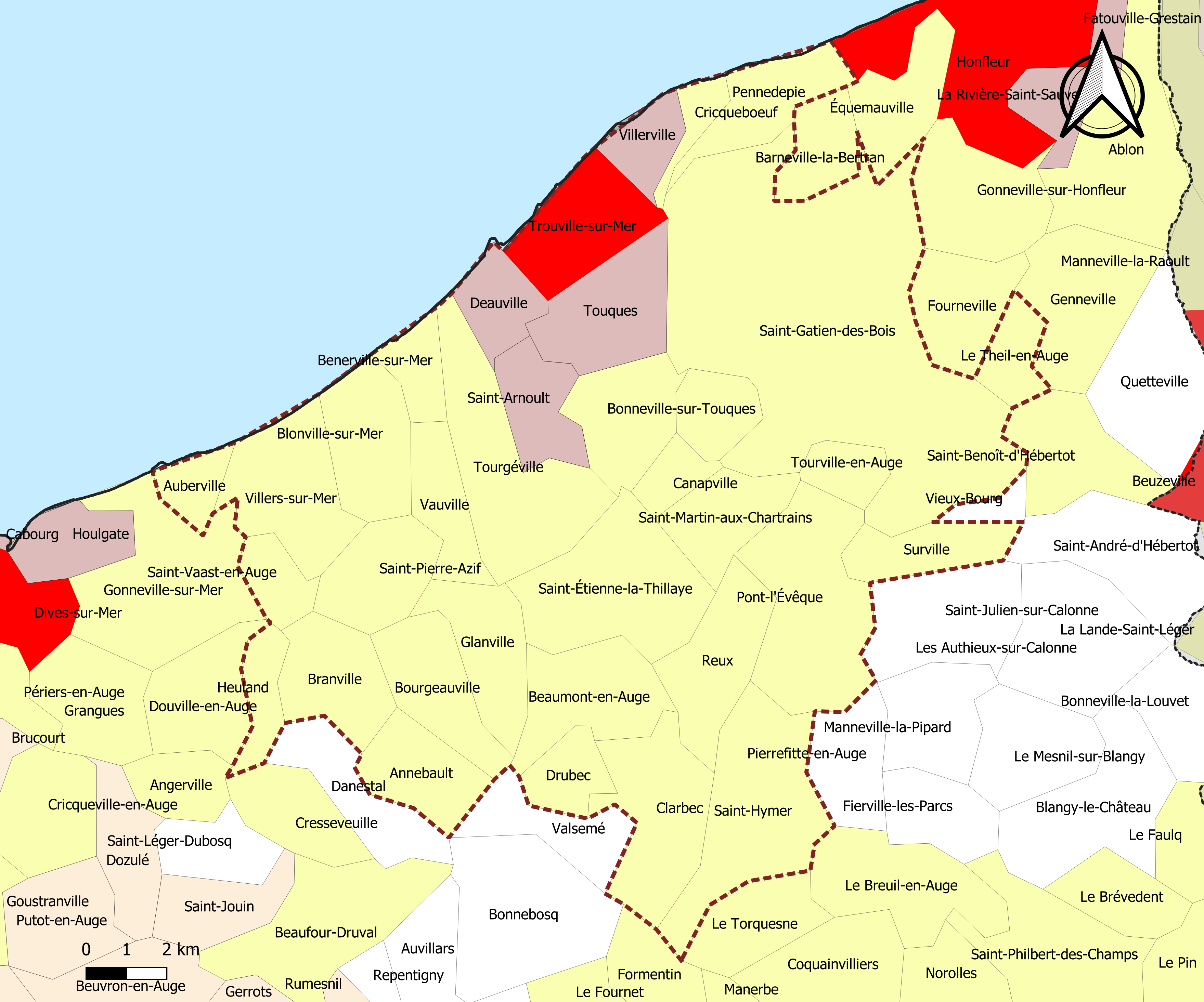
Carte de l'aire d'attraction de Trouville-sur-Mer.
Commune-centre
Commune du pôle principal
Commune de la couronne

### Composition communale
| Nom                                | Code Insee | Département | Statut                    | Superficie (km2) | Population (dernière pop. légale) | Densité (hab./km2) | Modifier                                    |
| ---------------------------------- | ---------- | ----------- | ------------------------- | ---------------- | --------------------------------- | ------------------ | ------------------------------------------- |
| Trouville-sur-Mer (commune-centre) | 14715      | Calvados    | commune-centre            | 6,79             | 4 624 (2022)                      | 681                | modifier les données · modifier les données |
| Deauville                          | 14220      | Calvados    | commune du pôle principal | 3,57             | 3 563 (2022)                      | 998                | modifier les données · modifier les données |
| Saint-Arnoult                      | 14557      | Calvados    | commune du pôle principal | 5,12             | 1 103 (2022)                      | 215                | modifier les données · modifier les données |
| Touques                            | 14699      | Calvados    | commune du pôle principal | 8,13             | 3 857 (2022)                      | 474                | modifier les données · modifier les données |
| Villerville                        | 14755      | Calvados    | commune du pôle principal | 3,30             | 606 (2022)                        | 184                | modifier les données · modifier les données |
| Annebault                          | 14016      | Calvados    | commune de la couronne    | 5,54             | 502 (2022)                        | 91                 | modifier les données · modifier les données |
| Auberville                         | 14024      | Calvados    | commune de la couronne    | 2,62             | 603 (2022)                        | 230                | modifier les données · modifier les données |
| Beaumont-en-Auge                   | 14055      | Calvados    | commune de la couronne    | 7,98             | 387 (2022)                        | 48                 | modifier les données · modifier les données |
| Benerville-sur-Mer                 | 14059      | Calvados    | commune de la couronne    | 3,03             | 389 (2022)                        | 128                | modifier les données · modifier les données |
| Blonville-sur-Mer                  | 14079      | Calvados    | commune de la couronne    | 6,80             | 1 585 (2022)                      | 233                | modifier les données · modifier les données |
| Bonneville-sur-Touques             | 14086      | Calvados    | commune de la couronne    | 6,63             | 323 (2022)                        | 49                 | modifier les données · modifier les données |
| Bourgeauville                      | 14091      | Calvados    | commune de la couronne    | 6,15             | 101 (2022)                        | 16                 | modifier les données · modifier les données |
| Branville                          | 14093      | Calvados    | commune de la couronne    | 6,39             | 225 (2022)                        | 35                 | modifier les données · modifier les données |
| Canapville                         | 14131      | Calvados    | commune de la couronne    | 2,50             | 231 (2022)                        | 92                 | modifier les données · modifier les données |
| Clarbec                            | 14161      | Calvados    | commune de la couronne    | 9,70             | 321 (2022)                        | 33                 | modifier les données · modifier les données |
| Cricquebœuf                        | 14202      | Calvados    | commune de la couronne    | 1,85             | 266 (2022)                        | 144                | modifier les données · modifier les données |
| Drubec                             | 14230      | Calvados    | commune de la couronne    | 3,14             | 111 (2022)                        | 35                 | modifier les données · modifier les données |
| Englesqueville-en-Auge             | 14238      | Calvados    | commune de la couronne    | 3,61             | 113 (2022)                        | 31                 | modifier les données · modifier les données |
| Glanville                          | 14302      | Calvados    | commune de la couronne    | 6,43             | 158 (2022)                        | 25                 | modifier les données · modifier les données |
| Heuland                            | 14329      | Calvados    | commune de la couronne    | 3,02             | 137 (2022)                        | 45                 | modifier les données · modifier les données |
| Pennedepie                         | 14492      | Calvados    | commune de la couronne    | 5,68             | 317 (2022)                        | 56                 | modifier les données · modifier les données |
| Pont-l'Évêque                      | 14514      | Calvados    | commune de la couronne    | 12,98            | 5 116 (2022)                      | 394                | modifier les données · modifier les données |
| Reux                               | 14534      | Calvados    | commune de la couronne    | 7,39             | 406 (2022)                        | 55                 | modifier les données · modifier les données |
| Saint-Étienne-la-Thillaye          | 14575      | Calvados    | commune de la couronne    | 12,36            | 381 (2022)                        | 31                 | modifier les données · modifier les données |
| Saint-Gatien-des-Bois              | 14578      | Calvados    | commune de la couronne    | 49,11            | 1 313 (2022)                      | 27                 | modifier les données · modifier les données |
| Saint-Hymer                        | 14593      | Calvados    | commune de la couronne    | 12,32            | 668 (2022)                        | 54                 | modifier les données · modifier les données |
| Saint-Martin-aux-Chartrains        | 14620      | Calvados    | commune de la couronne    | 5,06             | 427 (2022)                        | 84                 | modifier les données · modifier les données |
| Saint-Pierre-Azif                  | 14645      | Calvados    | commune de la couronne    | 6,17             | 165 (2022)                        | 27                 | modifier les données · modifier les données |
| Saint-Vaast-en-Auge                | 14660      | Calvados    | commune de la couronne    | 2,98             | 115 (2022)                        | 39                 | modifier les données · modifier les données |
| Surville                           | 14682      | Calvados    | commune de la couronne    | 4,80             | 474 (2022)                        | 99                 | modifier les données · modifier les données |
| Le Theil-en-Auge                   | 14687      | Calvados    | commune de la couronne    | 2,78             | 197 (2022)                        | 71                 | modifier les données · modifier les données |
| Tourgéville                        | 14701      | Calvados    | commune de la couronne    | 12,01            | 846 (2022)                        | 70                 | modifier les données · modifier les données |
| Tourville-en-Auge                  | 14706      | Calvados    | commune de la couronne    | 3,16             | 258 (2022)                        | 82                 | modifier les données · modifier les données |
| Vauville                           | 14731      | Calvados    | commune de la couronne    | 5,13             | 199 (2022)                        | 39                 | modifier les données · modifier les données |
| Villers-sur-Mer                    | 14754      | Calvados    | commune de la couronne    | 8,99             | 2 437 (2022)                      | 271                | modifier les données · modifier les données |